# Creed Taylor
Pour les articles homonymes, voir Taylor.
Creed Taylor, né le 13 mai 1929 à Lynchburg (Virginie) et mort le 23 août 2022, est un producteur de jazz américain. Il fonde le label Impulse! en 1960 et travaille pour Verve Records et A&M Records durant les années 1960. Taylor fonde CTI Records (Creed Taylor, Inc.) en 1967 ; à l'origine filiale d'A&M, le label devient indépendant en 1970.

## Biographie
Creed Taylor grandit dans l'État de Virginie et est dans sa jeunesse un amateur de bluegrass, notamment The Carter Family qu'il découvre sur les ondes d'une station de radio locale. Il commence à s'intéresser au jazz alors qu'il était à l'école secondaire, se met à la trompette et intègre une fanfare locale. Taylor poursuit ses études à l'université Duke, où il obtient un diplôme en psychologie.
Creed Taylor se rendit à New York et fut engagé par le label Bethlehem Records en 1954. Il débuta en tant que responsable A&R, et produisit entre autres Charles Mingus et Oscar Pettiford. En 1960, il fonda le label Impulse!, filiale d'ABC-Paramount Records. Lors de son court passage chez Impulse! il produisit notamment Genius + Soul = Jazz de Ray Charles, The Blues and the Abstract Truth du saxophoniste Oliver Nelson et Out of the Cool du pianiste Gil Evans, avant de recruter le saxophoniste John Coltrane,.
Taylor prit la direction de Verve Records lorsque son fondateur Norman Granz vendit le label à MGM en 1961. Il fut l'un des artisans de l'introduction de la bossa nova sur le marché nord-américain en produisant les albums Jazz Samba de Stan Getz et Charlie Byrd en 1962, The Composer of Desafinado Plays d'Antônio Carlos Jobim en 1963, puis Getz/Gilberto de Getz et João Gilberto en 1964. Il y produira aussi les disques de Cal Tjader de 1961 à 1966. Il travailla également pour A&M Records, produisant notamment plusieurs albums des guitaristes Wes Montgomery et George Benson,. Il fonda CTI Records en 1967. D'abord filiale de A&M, CTI devint un label indépendant en 1970. Lorsqu'il fit faillite à la fin des années 1970, son catalogue devint la propriété de Columbia Records.